# Músculo milo-hióideo
O músculo milo-hióideo é um músculo que forma o soalho de boca. É um dos músculos abaixadores da mandíbula.
Está situado profundamente ao músculo digástrico, com suas fibras assumindo um trajeto transversal.